# Thurles
Thurles (/ˈθɜrlɛs/ o localment /ˈtɜrləs/, en irlandès Durlas o Durlas Éile "fortificació d'Éile) és una ciutat d'Irlanda, al comtat de Tipperary Nord, a la província de Munster.

## Curiositats
Del 1990 al 1994 s'hi celebrà el Féile Festival al Semple Stadium. En el moment de major esplendor arribà a tenir uns 100.000 espectadors, en el que fou conegut com "The Trip to Tipp". Entre d'altres hi actuaren The Prodigy, The Cranberries, Blur, Bryan Adams, Van Morrison, Rage Against the Machine, Slayer, The Saw Doctors i Christy Moore.

## Personatges il·lustres
- Tony Ryan, fundador de Ryanair

## Agermanaments
- Salt Lake City
- Bollington